# Taeniophyllum gilimalense
Taeniophyllum gilimalense är en orkidéart som beskrevs av Jayaw. Taeniophyllum gilimalense ingår i släktet Taeniophyllum och familjen orkidéer. Inga underarter finns listade i Catalogue of Life.